# Vetiș
Vetiș là một xã thuộc hạt Satu Mare, România. Dân số thời điểm năm 2002 là 4474 người.